# Neuville-sur-Margival
Neuville-sur-Margival település Franciaországban, Aisne megyében. Lakosainak száma 114 fő (2022. január 1.). Neuville-sur-Margival Laffaux, Margival, Terny-Sorny és Vauxaillon községekkel határos.

## Népesség
A település népességének változása:
| Lakosok száma | 90   | 77   | 58   | 108  | 125  | 122  | 117  | 115  | 110  | 114  |
|               | 1968 | 1982 | 1990 | 2006 | 2013 | 2015 | 2017 | 2019 | 2020 | 2022 |